# Comando de Adiestramiento y Alistamiento del Ejército
El Comando de Adiestramiento y Alistamiento del Ejército (CAAE) es un comando del Ejército Argentino con la conducción del adiestramiento y alistamiento de la fuerza operativa de la fuerza armada, en el marco del planeamiento militar conjunto.

## Reseña
El comando fue creado en 2011 tras una modificación en la estructura orgánico-funcional de conducción superior de las Fuerzas Armadas de la Nación resuelta por el Ministerio de Defensa el 13 de diciembre de 2010.
El comando tiene su asiento en el cuartel del ex Comando de Operaciones Terrestres (COTER), en la Guarnición de Ejército "Campo de Mayo".
Su función es la de entrenar y alistar a la Fuerza Operativa del Ejército para mantener las capacidades militares derivadas del Planeamiento Estratégico Militar y Estratégico Operacional. Debe asesorar y asistir en la planificación y el empleo operacional de los medios terrestres a los estados mayores del Ejército y de las Fuerzas Armadas. Es responsable de todos los aspectos de la instrucción de la fuerza operativa del Ejército, el alistamiento de misiones de paz en el extranjero y el adiestramiento operacional de las compañías de reserva.

## Organización
- Comandante de Adiestramiento y Alistamiento.[4]
  - Jefe de Estado Mayor.
    - Departamento Planeamiento y Protección Civil.
    - Departamento Alistamiento.
    - Departamento Adiestramiento.
    - Departamento Control de Gestión.
    - Departamento Finanzas.
    - División Informática.
    - Cuartel General.
    - SAF
    - GCIG (Ca TIC)

## Fuerza Operativa del Ejército
- Comando de Adiestramiento y Alistamiento del Ejército (CAAE). Asiento: Campo de Mayo (BA). Bajo la dependencia orgánica de este comando se hallan tres grandes unidades de batalla, una fuerza de despliegue rápido, seis agrupaciones y un comando:[1]
  - 1.ª División de Ejército "Teniente General Juan Carlos Sánchez" (D Ej 1). Asiento: Curuzú Cuatiá (CR).
  - 2.ª División de Ejército "Ejército del Norte" (D Ej 2). Asiento: Córdoba.
  - 3.ª División de Ejército "Teniente General Julio Argentino Roca" (D Ej 3). Asiento: Bahía Blanca (BA).
  - Fuerza de Despliegue Rápido (FDR). Asiento: Campo de Mayo (BA).
  - Agrupación de Artillería de Campaña 601 (Agr A Camp 601). Asiento: San Luis.
  - Agrupación de Artillería Antiaérea de Ejército 601-Escuela (Agr AA Ej 601-Ec). Asiento: Mar del Plata (BA).
  - Agrupación de Ingenieros 601 (Agr Ing 601). Asiento: Campo de Mayo (BA).
  - Agrupación de Comunicaciones 601 "Teniente Coronel Higinio Vallejos" (Agr Com 601). Asiento: City Bell (BA).
  - Agrupación de Fuerzas de Operaciones Especiales (AFOE). Asiento: Campo de Mayo (BA).

En 2019 las Agrupaciones de Ingenieros 601 y de Comunicaciones 601 y el Comando de Aviación de Ejército pasaron a la órbita del Comando de Adiestramiento y Alistamiento del Ejército. Fue creada la Agrupación de Artillería de Campaña 601.